# Terreiro Portão do Gelo
Terreiro Santa Bárbara, Ilê Axé Oiá Meguê, mais conhecido como Terreiro Portão do Gelo ou Quilombo urbano do Portão do Gelo,  o terceiro do Brasil  reconhecido desde 2006 pela Fundação Palmares, e o primeiro com tombamento municipal, decretado em 2007 pela Prefeitura de Olinda, está localizado em São Benedito, Olinda, Pernambuco. É o único barracão da Nação Xambá existente no Brasil.
Este terreiro é a história do Xambá no Brasil, onde está instalado o Memorial do Xambá.

Cronologia do Terreiro Santa Bárbara - Xambá
- 1900 - Nasce Maria das Dores da Silva (Maria Oiá), em 25 de julho;
- Início de década de 1920 - O babalorixá Artur Rosendo Pereira migra de Maceió para o Recife, fugindo à perseguição aos terreiros;
- Por volta de 1923 - Artur Rosendo está com casa aberta no Recife, na rua da Regeneração, bairro Água Fria;
- 1925 - Maria Oiá começa a frequentar a casa de Artur Rosendo;
- 1927 - A perseguição policial no Recife fecha o terreiro de Artur Rosendo, que volta para Maceió;
- 1928 - No mês de fevereiro, Maria Oiá começa a cultuar os Orixás, no Sítio do Baçá em Campo Grande. A Iniciação de Maria Oiá, foi em 20 de novembro, com saída de Iaô, sem toque e “cantado baixinho”, por Artur Rosendo, que em seguida retorna a Maceió. “Oiá ficou ensinando Maria das Dores, as coisas que ela deveria fazer”;
- 1930 - Maria Oiá inaugura seu terreiro, na rua da Mangueira, em Campo Grande, do dia 7 de junho;
- 1932 - Saída dos primeiros iaôs: José Francelino do Paraíso, de Ogum, (cunhado de Maria Oiá e Pai de Mãe Biu), Estefânia Paixão (Ester), de Xangô (Tia de Laura) e Minervina Alves, de Ogum, em 24 de janeiro;
- 1932 - Iniciação de Donatila Paraíso do Nascimento, de Orixalá, (Mãe Tila, irmã de Mãe Biu), Maria do Carmo Ramos, de Oxum (Irmã de Maria Oiá e madrasta de Mãe Biu), Lídia Alves da Silva, de Orixalá e Áurea de Iemanjá, em 26 de junho;
- 1932 - Últimos “serviços” de Maria Oiá, com recebimento de folhas, faca e espada. Coroação de Oiá, no trono, ao meio-dia de 13 de dezembro;
- 1933 - Mãe Tila, torna-se iaquequerê (madrinha) do terreiro de Maria Oiá, em 2 de julho;
- 1934 - Iniciação de Maria José Paraíso, de Iemanjá (Tia Betinha, irmã de Mãe Biu);
- 1935 - Iniciação de Severina Paraíso da Silva (Mãe Biu de Ogum), Alaíde de Ogum e Maria dos Prazeres, de Xangô (Irmã de Mãe Biu), em 29 de junho;
- 1938 - Repressão policial, nos tempos do Estado Novo, fecha o terreiro de Maria Oiá em maio;
- 1939 - Falece Maria Oiá, no dia 10 de maio;
- 1950 - Reabertura do terreiro por Mãe Biu, na Estrada do Cumbe, 1012 – bairro de Santa Clara, Recife, Pernambuco, em 16 de junho, tendo como Babalorixá Manoel Mariano da Silva;
- 1950 - Saídas dos primeiros iaôs do período de Mãe Biu: José Martins da Silva, de Ogum (Esposo de Mãe Biu), tendo como Ialorixá Dona Eudóxia, José Gomes Ribeiro, de Xangô (Cavaquinho) e José Alves, de Xangô (Esposo de Mãe Tila), em 13 de dezembro;
- 1951 - Inauguração do terreiro, em sua sede atual, na Rua Albino Neves de Andrade – Portão do Gelo, Olinda, Pernambuco, em 7 de abril;
- 1951 - Iniciação de Laura Eunice Batista, de Oxum, Maria Luiza de Oliveira, de Oxum (irmã de Mãe Biu) e Helena Vieira de Carvalho (Mãe Nena), em 16 de setembro;
- 1951 -Iniciação de José Pedro Batista, em 13 de dezembro, posteriormente Padrinho da Casa;
- 1953 -Iniciação de Luiz Paraíso de França de Xangô (Irmão de Mãe Biu) e Antônio Martins da Silva (Filho de Mãe Biu), em 13 de dezembro;
- 1958 - Iniciação de Maria de Lourdes da Silva, de Iemanjá, (atual Ialorixá do terreiro), Maria de Senhor Hernandes, de Iemanjá e Quitéria Chagas, de Iemanjá, em 18 de maio;
- 1963 - Iniciação de Adeildo Paraíso da Silva, de Oxum (Ivo – filho de Mãe Biu), Adjailton Paraíso do Nascimento, de Xangô (filho de Mãe Tila), Francisco Xavier da Silva, de Xangô (Tio Chiquinho ou Bié, esposo de Tia Lourdes) e Romildo de Xangô, em 15 de dezembro;
- 1980 - Falecimento do Babalorixá Manoel Mariano da Silva em 3 de outubro;
- 1986 - Iniciação de Mauricio César da Silva, de Xangô (atual padrinho), Luiz Paulo de Oliveira, de Xangô, sobrinhos de Mãe Biu e Flávio de Iemanjá, em 9 de novembro;
- 1993 - Falecimento de Mãe Biu , em 27 de janeiro;
- 1994 - Reabertura do terreiro, após um ano de luto, em janeiro, tendo como Babalorixá Ivo, Ialorixá Mãe Tila , madrinha Tia Laura e padrinho Mauricio;
- 1995 - Primeiros Iaôs do período de Mãe Tila e Ivo: Marcos César da Silva, de Obaluaiê, (sobrinho de Mãe Biu), Juvenal José Ramos, de Xangô (Irmão de Mãe Biu) e Irapuã Gomes da Silva, de Iemanjá, em 23 de abril;
- 2000 - Comemorações dos 70 anos de fundação do Terreiro, com uma grande obrigação, um boi para Aguângua Baraim e 12 carneiros para Xangô, no mês de junho, e o toque festivo no dia 18;
- 2001 - Lançamento da Cartilha da Nação Xambá, no toque de Oxum, no dia 18 de janeiro;
- 2002 - Aniversário de 90 anos de Mãe Tila e 70 anos de sua iniciação, em 27 de julho;
- 2003 - Falecimento de Mãe Tila, em 24 de março.

Falecendo Mãe Tila, em março de 2003, Ivo do Xambá assume a direção do Terreiro, com a responsabilidade de preservar o Culto aos Orixás, segundo os ritos nação Xambá.